# 올리버 오티스 하워드

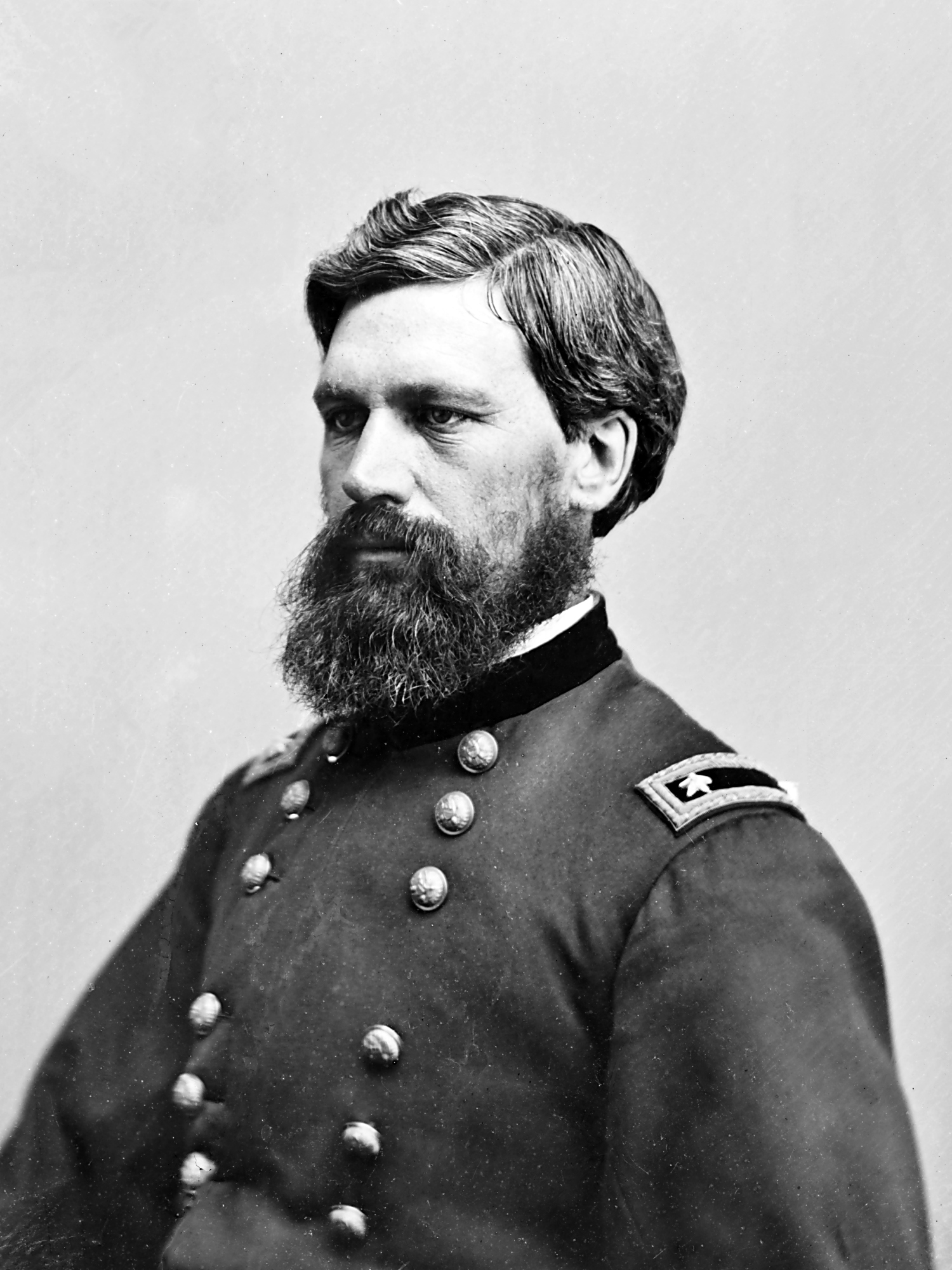

올리버 오티스 하워드(Oliver Otis Howard, 1830년 11월 8일 ~ 1909년 10월 26일)는 미국 육군 장교이자 남북 전쟁에서 북군의 장군이었다. 포토맥 군의 여단장으로서 하워드는 1862년 6월 페어 오크스/세븐 파인스 전투에서 아메리카 연합국 군대에 맞서 병사들을 이끌다가 오른팔을 잃었으며, 이 행동으로 인해 나중에 명예훈장을 받았다. 군단장으로서 그는 챈슬러즈빌 전투에서 큰 패배를 겪었고, 1863년 5월과 7월 게티즈버그 전투에서의 그의 행동은 의문의 여지가 있었다. 그러나 그는 성공적인 군단 및 나중에는 군대 지휘관으로서 경력의 좌절을 극복하고, 1864년 7월 27일부터 1865년 5월 19일까지 테네시강군을 지휘하며 에즈라 교회 전투, 존즈버러 전투, 셔먼의 대행진, 서부 전역의 캐롤라이나 전역에서 군대를 이끌었다.
그의 깊은 복음주의적 신앙에 기반하여 정책 결정을 내리려고 노력했기 때문에 "'기독교 장군'"으로 알려졌던 그는 1865년 중반 해방노예국의 책임을 맡아 재건 시대의 두 번째 단계 동안 전 노예들을 남부 사회와 정치에 통합시키는 임무를 수행했다. 하워드는 노동 정책을 담당하여, 해방된 사람들이 해방노예국이 백인 지주들과 협상한 조건에 따라 해방노예국이 정한 임금으로 전 농장 토지에서 일하도록 요구하는 시스템을 구축했다. 하워드의 해방노예국은 주로 해방 노예들의 법적 문제에 책임이 있었다. 그는 해방된 흑인들을 적대적인 환경으로부터 보호하려고 노력했지만, 적절한 권한이 부족했고, 앤드루 존슨 대통령에게 거듭 좌절했다.
하워드의 동맹인 공화당 급진파는 1866년 선거에서 의회의 통제권을 얻었고 급진적 재건을 강요하여 해방 노예들에게 투표권이 주어졌다. 해방노예국의 도움과 조언으로 해방 노예들은 공화당 연합에 가입하여 대부분의 남부 주에서 투표에서 승리했다. 하워드는 또한 해방 노예를 위한 고등 교육을 장려하는 데 주도적인 역할을 했으며, 가장 주목할 만한 것은 워싱턴 D.C.에 하워드 대학교를 설립하고 1867년부터 1873년까지 총장을 역임한 것이며, 1867년에 하워드 대학교와 애틀랜타 대학교(현재 클라크 애틀랜타 대학교)의 설립을 도왔다.
1874년 이후 하워드는 미국 서부에서 군대를 지휘하며 네즈 퍼스 부족의 조셉 추장이 이끄는 유명한 전역을 수행했다. Utley(1987)는 그가 1872년 아파치족, 1877년 네즈 퍼스, 1878년 배넉족과 파이우테족, 1879년 시피터족에 대항한 그의 지도력이 조지 암스트롱 커스터나 넬슨 마일즈만큼 많이 싸우지는 않았지만 긴 기록을 더한다고 결론지었다.

## 초년
올리버 하워드는 리즈 (메인주)에서 롤랜드 베일리 하워드와 엘리자 오티스 하워드의 아들로 태어났다. 그의 증조부 로저스 스틴치필드와 증조부의 형제 토마스 스틴치필드는 리즈를 설립했다. 농부였던 롤랜드는 올리버가 9살 때 사망했다. 올리버는 몬머스 아카데미에서 공부했고, 켄츠 힐 고등학교를 거쳐 1850년 19세의 나이로 보딘 칼리지를 졸업했다. 그 후 그는 미국 육군사관학교에 입학하여 1854년에 졸업했는데, 46명의 사관생도 중 4등으로 졸업하여 병참 소위로 명예진급했다. 그는 트로이 (뉴욕주) 근처의 워터블리트 병기창에서 근무했으며, 오거스타 (메인주)의 케네벡 병기창의 임시 지휘관이었다. 1855년 그는 엘리자베스 앤 와이트와 결혼하여 7명의 자녀를 두었다. 1857년 그는 세미놀 전쟁을 위해 플로리다로 전출되었다. 플로리다에서 그는 복음주의적 기독교로 개종했고 목사가 되기 위해 육군을 그만둘 것을 고려했다. 그의 종교적 성향은 나중에 그에게 "기독교 장군"이라는 별명을 얻게 했다. 하워드는 1857년 7월 중위로 진급했고, 다음 9월에 웨스트포인트로 돌아와 수학 강사가 되었다. 섬터 요새 전투로 남북 전쟁이 시작되면서 성직에 대한 생각은 접어두고 조국을 위해 봉사하기로 결심했다.

## 남북 전쟁

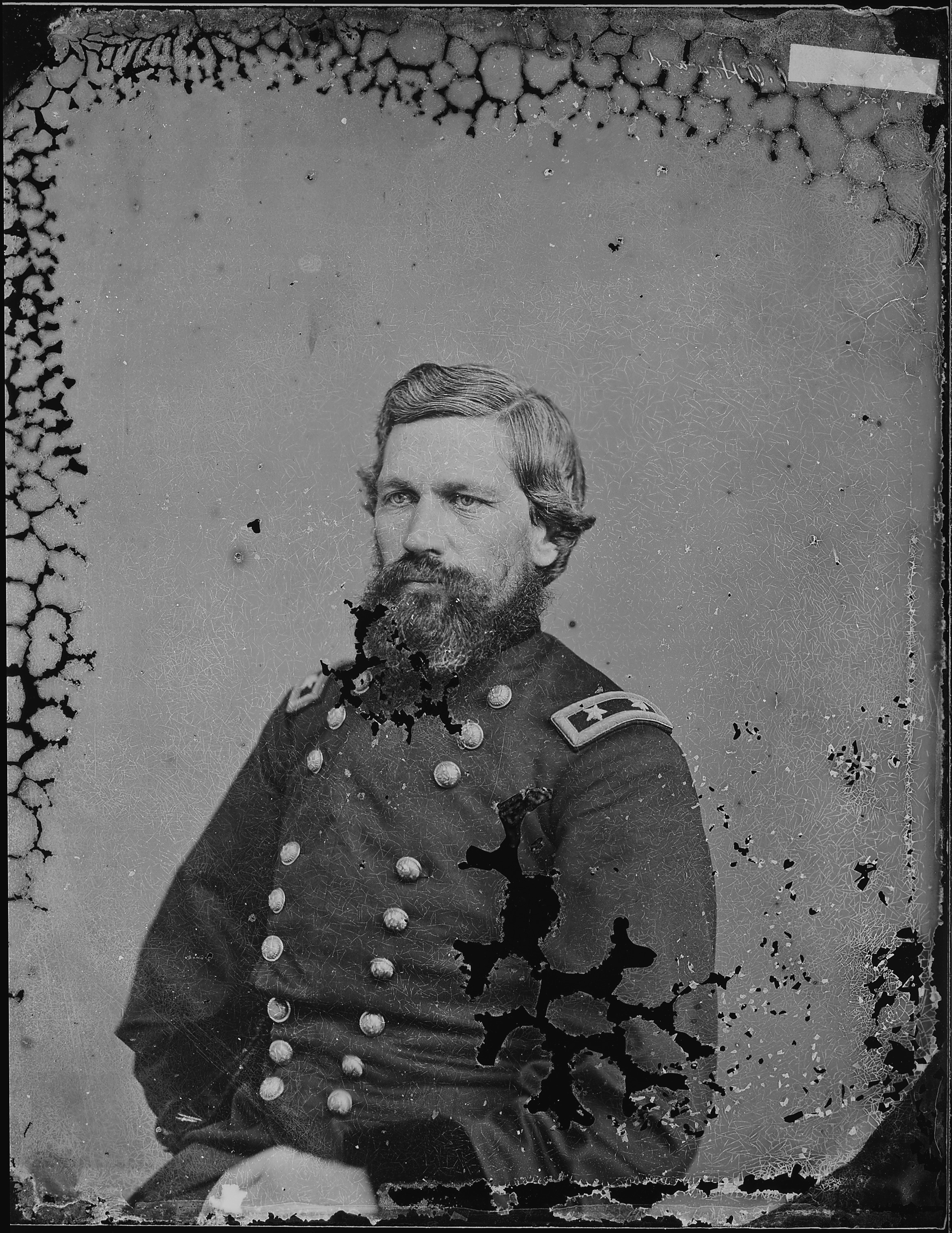
1862년-1864년 사이의 소장 올리버 오티스 하워드

하워드는 제3 메인 보병연대의 대령으로 임명되었고 제1차 불런 전투에서 임시로 여단을 지휘했다. 그는 1861년 9월 3일자로 준장으로 진급했고 그의 여단의 영구 지휘권을 부여받았다. 그 후 그는 조지 B. 매클렐런 포토맥 군에 합류하여 반도 전역에 참여했다.
1862년 6월 1일, 페어 오크스에서 연방군 여단을 지휘하던 중 하워드는 오른팔에 두 번 부상을 입었고, 그 후 절단되었다. (그는 페어 오크스에서의 영웅적인 행동으로 1893년에 명예훈장을 받았다.) 왼팔을 잃은 필립 커니 준장은 하워드를 방문하여 함께 장갑을 사러 갈 수 있을 것이라고 농담했다. 하워드는 앤티텀 전투에 참전할 만큼 빨리 회복되었고, 그 전투에서 제2군단의 사단 지휘관으로 승진했다. 그는 1862년 11월에 소장으로 진급했고 다음 4월에 프란츠 시겔 소장을 대신하여 제11군단의 지휘권을 맡았다. 군단은 주로 독일 이민자들로 구성되어 있었고, 그들 중 많은 사람들이 영어를 하지 못했기 때문에 병사들은 새로운 지도자에 대해 불만을 품고 시겔의 복직을 공개적으로 요구했다.

### 챈슬러즈빌에서의 실패
챈슬러즈빌 전투에서 하워드는 두 차례의 심각한 군사적 좌절 중 첫 번째를 겪었다. 1863년 5월 2일, 그의 군단은 챈슬러즈빌의 교차로 북서쪽에 있는 연방군 전선의 우익에 있었다. 로버트 E. 리와 토마스 J. "스톤월" 잭슨 잭슨 중장은 잭슨의 전체 군단이 비밀리에 연방군 측면을 우회하여 공격할 대담한 계획을 세웠다. 당시 포토맥 군을 지휘하던 조셉 후커 소장은 하워드에게 그의 측면이 강과 같은 자연적인 장애물에 고정되어 있지 않고 "공중에 떠 있다"고 경고했으며, 남군 병력이 그의 방향으로 이동하고 있을 수 있다고 경고했다. 하워드는 경고를 무시했고 잭슨은 해가 지기 전에 공격하여 제11군단을 격파하고 연방군의 계획에 심각한 혼란을 초래했다.

### 게티즈버그

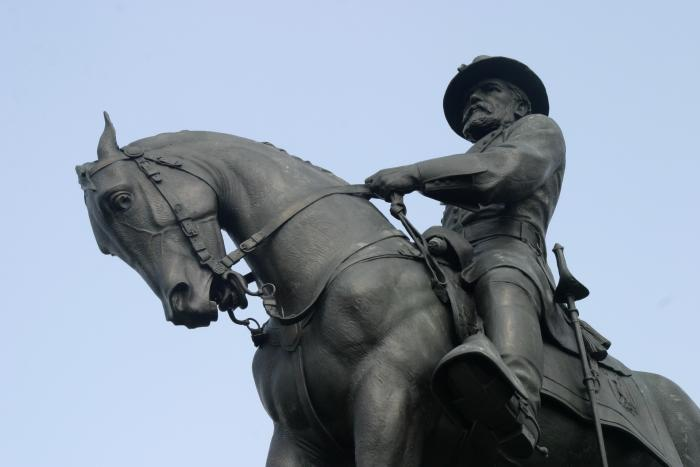
게티즈버그에 있는 하워드 기념비

게티즈버그 전투에서 여전히 5월의 굴욕으로 훈계받은 제11군단은 1863년 7월 1일 오후에 전장에 도착했다. 하워드의 하급 사단장 중 한 명인 프랜시스 C. 발로우 준장이 방어선을 잘못 배치하여 리처드 유얼 중장의 남군 군단이 이를 활용했고, 다시 한번 제11군단은 붕괴되어 게티즈버그 거리를 통해 후퇴해야 했고, 많은 병사들이 포로로 잡혔다. 도시 남쪽의 묘지 언덕에서 하워드는 윈필드 스콧 핸콕 소장과 누가 방어 지휘를 맡아야 하는지에 대해 다투었다. 핸콕은 조지 G. 미드 소장의 서면 명령을 받고 지휘를 맡기 위해 왔지만, 하워드는 자신이 현재 최고 계급의 장군이라고 주장했다. 결국 그는 양보했다. 논란은 세 가지 점에 집중된다. 1) 하워드가 묘지 언덕을 방어의 핵심으로 선택한 것; 2) 하워드가 도시 북쪽과 서쪽의 위치를 포기하라는 오후 중반 명령의 타이밍; 그리고 3) 하워드가 자신보다 하급인 핸콕이 자신을 대체했음을 인정하기를 꺼린 것. 역사가 존 A. 카펜터는 하워드만이 현명하게 묘지 언덕을 선택했으며, 철수 명령은 아마도 타당했을 것이고, 하워드와 핸콕 사이의 갈등은 미드 자신이 현장에 있었다면 피할 수 있었을 것이라고 주장한다.
하워드는 자신의 군단의 실패가 실제로는 서쪽의 애브너 더블데이 소장의 제1군단의 붕괴로 인해 발생했으며, 이것이 더블데이가 군단 지휘에서 해임된 부분적인 이유라고 유포하기 시작했다. 그러나 이 변명은 역사적으로 받아들여지지 않았고(실제로는 그 반대였다), 제11군단의 명성은 실추되었다. 일부는 하워드가 게티즈버그에서 궁극적인 성공을 거둔 데 어느 정도 공헌했다고 주장하는데, 그는 그의 사단 중 하나(아돌프 폰 슈타인베어 소장)를 묘지 언덕에 예비 병력이자 중요한 후속 방어선으로 현명하게 배치했기 때문이다. 사흘간의 전투 중 나머지 기간 동안 군단은 묘지 언덕 주변에서 방어 태세를 유지했으며, 7월 2일 주발 얼리 소장의 공격을 견뎌냈고, 7월 3일 피켓의 돌격에 대한 방어의 주변부에 참여했다. 또한 게티즈버그에서 하워드의 남동생인 찰스 헨리 하워드 소령은 그의 부관으로 복무했다.

### 서부 전선

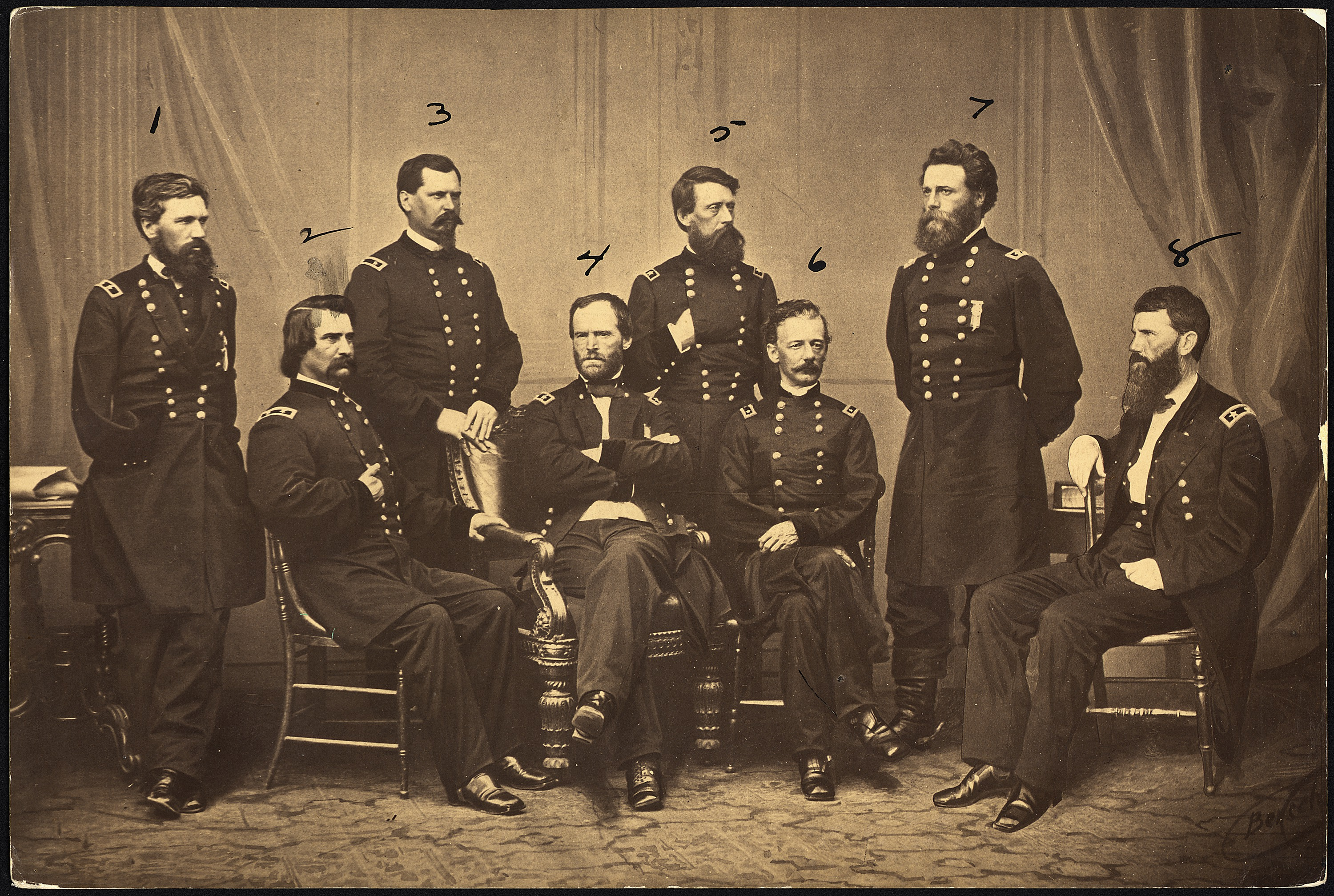
윌리엄 테쿰세 셔먼 소장과 그의 장군들. 1. 올리버 O. 하워드 소장; 2. 존 A. 로건 소장; 3. 윌리엄 B. 헤이즌 소장; 4. 윌리엄 테쿰세 셔먼 소장; 5. 제퍼슨 C. 데이비스 소장; 6. 헨리 워너 슬로컴 소장; 7. 조셉 A. 모어 소장; 8. 프란시스 P. 블레어 주니어 소장 (일부 잘림)

하워드와 제11군단은 동료 장군 헨리 슬로컴의 제12군단과 함께 서부 전선으로 전출되어 테네시주의 컴버랜드군의 일부가 되었으며, 다시 "싸우는 조" 후커의 지휘를 받았다. 채터누가 전투에서 군단은 미셔너리 릿지를 점령하고 브랙스턴 브래그 장군의 후퇴를 강요한 충동적인 공격에 참여했다. 1864년 7월, 제임스 B. 맥퍼슨 소장의 사망 이후, 테네시강군의 임시 지휘권은 그날 현장에 있던 최고 계급 장교인 존 A. 로건 소장에게 윌리엄 테쿰세 셔먼의 명령으로 주어졌다. 애틀랜타 전투의 성공 직후, 셔먼(육군사관학교 졸업생에게 지휘권을 부여하는 것을 선호했다)은 하워드를 테네시강군의 영구 지휘관으로 임명했다. 1864년 9월 10일 존 A. 로건 소장이 제출한 "사후 작전 보고서" 말미에 로건은 테네시강군 사령관으로 불과 4일 동안 복무했음을 언급했다. 로건의 상세 보고서는 이렇게 끝났다. "저는 26일 밤에 테네시강군을 철수시켰고, 군의 중앙 및 우익 후방을 따라 프록터 크릭 건너편 위치로 이동시켰습니다. 그날 밤 군을 배치한 후 저는 하워드 소장에 의해 해임되었습니다." 하워드는 이후 윌리엄 테쿰세 셔먼 소장의 유명한 바다로의 행진의 우익을 이끌고, 조지아주를 거쳐 캐롤라이나 전역으로 향했다. 셔먼은 테네시강군의 영구 지휘권에 로건보다 하워드를 선호했지만, 애틀랜타에서의 로건의 성공을 인정했다. 애틀랜타에서 로건이 보여준 탁월한 리더십을 인정하여, 셔먼은 하워드에게 1865년 5월 워싱턴에서 열린 대규모 퍼레이드에서 로건이 테네시강군을 의례적으로 이끌도록 허락해 달라고 요청했다. 셔먼이 하워드에게 기독교 신사로서 호소하자 하워드는 동의했다. 결국 전쟁이 끝날 무렵, 셔먼 장군은 하워드를 "최고의 기술, 정확성, 정밀성"을 갖춘 군단장으로 칭찬했다.

## 전후 경력

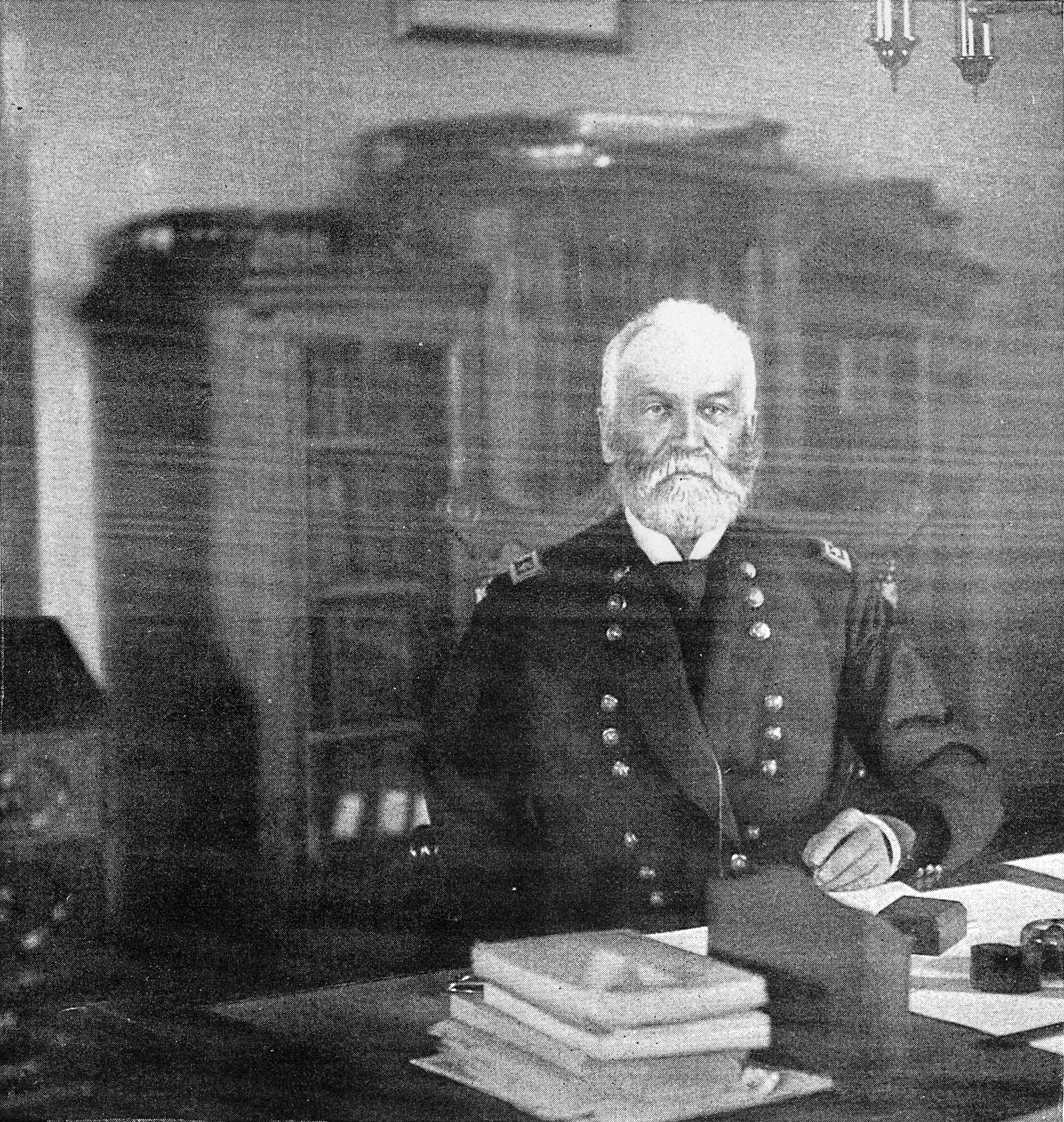
1893년 거버너스섬에서 군복을 입은 하워드

### 해방노예국
1865년 5월부터 1874년 7월까지 하워드 장군은 해방노예국 (육군 난민, 해방 노예 및 버려진 토지국) 위원장으로 재건 시대에 큰 역할을 했으며, 해방 노예(이전 노예)를 미국 사회에 통합시키는 일을 담당했다. 하워드는 배급, 학교 교육, 법원, 의료와 같은 사회 복지 형태를 포함한 광범위한 프로그램과 지침을 고안했다. 하워드는 해방노예국의 복지 측면을 강력히 싫어하고 특히 남부 백인들에게 정치적 권력을 되돌려주려고 노력했던 앤드루 존슨 대통령과 자주 충돌했다. 그러나 하워드는 의회의 공화당 급진파의 지지를 받았다. 공화당 급진파가 1867년에 권력을 얻자, 그들은 남부 흑인들에게 투표권을 부여하고 새로운 선거를 치렀으며, 해방노예, 남부로 내려온 북부 공화당원들(경멸적으로 카펫배거라고 불림), 그리고 재건을 지지한 남부인들(스캘러왜그라고 불림)의 공화당 연합이 승리했다 (버지니아 제외). 해방노예국은 흑인들이 정치적으로 조직하는 것을 돕는 데 매우 적극적이었으며, 따라서 정파적 적대감의 표적이 되었다.
존슨 대통령은 하워드를 광신자라고 불렀다. 재건에 반대하는 사람들은 해방노예국이 민간 및 군사 권력을 모두 남용하여 중앙 집권적 독재가 되었다고 주장했다. 하워드는 그의 막대한 권한의 범위를 다음과 같이 설명했다.
... 거의 무제한의 권한이 나에게 활동의 범위와 자유를 주었다... 입법, 사법, 행정 권한이 내 임무에 결합되었다.
앤드루 존슨은 민간인에 대한 그러한 무제한적인 행동 범위의 의미에 대해 다음과 같이 반응했다.
그리하여 사령관에게 모든 사람에 대한 권력이 주어졌다 ... 이는 절대 군주의 권력이다 ... 그만이 사람과 재산의 권리를 결정할 수 있다 ... 그는 자신의 지역에 있는 모든 토지와 상품을 자유롭게 처분할 수 있으며, 자신이 원하는 사람에게 아무런 방해 없이 분배할 수 있다. 어떠한 주 법에도 구속되지 않고, 해당 주제를 규제하는 다른 법도 없으므로, 그는 자신만의 형법을 만들 수 있으며, 역사상 어떤 법보다도 잔혹하게 만들 수 있다 ... 그가 범죄라고 부르는 모든 것이 범죄이며, 그가 유죄라고 선언하는 모든 사람이 유죄로 선고된다.
하워드 장군과 그의 보좌관들의 제한된 이념적 틀은 본질적인 입법의 필요성을 깨닫지 못한 채 남부 사회를 급진적으로 재건하려는 시도를 부추겼다. 그들은 흑인 법정 증언과 같은 모든 법적 불평등을 제거하는 것만으로도 보호를 보장하기에 충분할 것이라고 생각했다. 남부 주들은 해방노예국 법원 시스템의 위협을 끝내기 위해 이 점을 따르는 척했다.

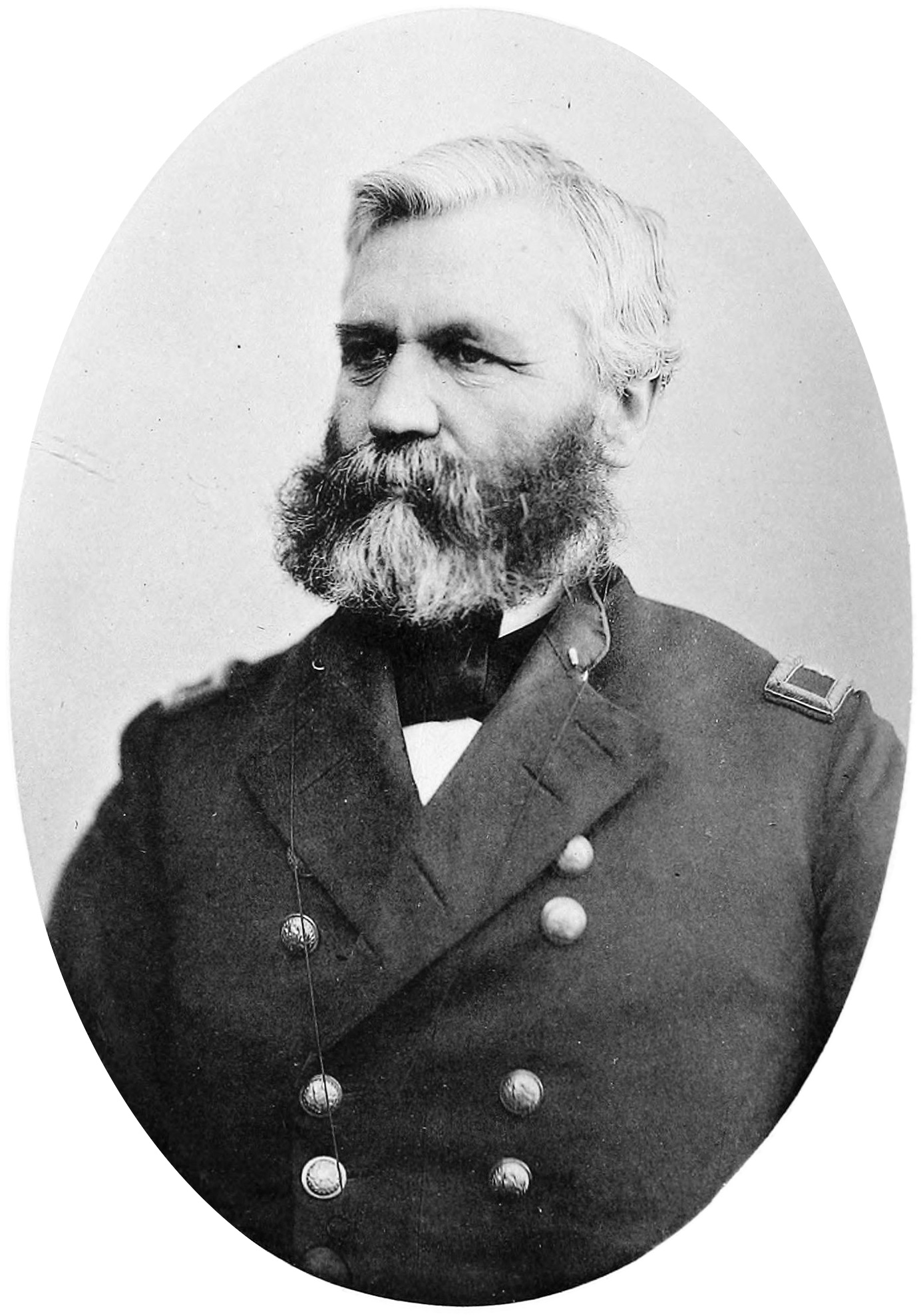
네즈 퍼스 전쟁 당시 올리버 오티스 하워드

1872년, 하워드는 그의 부관으로 복무했던 조셉 A. 슬레이든 중위와 동행하여 애리조나 준주로 파견되어 코치스와 평화 조약을 협상하라는 명령을 받았고, 그 결과 10월 12일에 조약이 체결되었다. 이 미국 역사의 에피소드는 영화 "부러진 화살"에서 극화되었다 (아래 아래 참조).
그는 1874년 콜롬비아 국의 지휘를 맡아 워싱턴 준주의 밴쿠버 요새로 서쪽으로 가서 인디언 전쟁에 참전했으며, 특히 1877년 아이다호와 몬태나 준주의 네즈 퍼스와의 전투에 참전하여 조셉 추장의 항복을 받아냈다. 그는 조셉 추장에게 아무런 사전 통보나 논의 없이, 그리고 준비할 시간도 주지 않고 네즈 퍼스족을 더 작은 보호구역으로 서둘러 보내려고 함으로써 전쟁을 촉발시켰다는 비판을 받았다. 조셉은 "하워드 장군이 내 가축을 모을 충분한 시간을 주고 투-훌-훌-슈트를 사람으로서 대우해 주었다면 전쟁은 없었을 것"이라고 말했다.
이후 하워드는 1881년부터 1882년까지 웨스트포인트의 미국 육군사관학교 교장을 역임했다. 그는 1882년부터 1886년까지 플랫 국 사령관을, 1886년부터 1888년까지 태평양 군사 사단 사령관을 역임했다. 1888년부터 그의 마지막 지휘는 뉴욕 항구 거버너스섬의 포트 콜럼버스에 있는 동부 국 (대서양 군사 사단)으로, 미시시피 강 동쪽의 주들을 포함했다. 그는 1894년에 소장 계급으로 미 육군에서 퇴역했다. 프랑스 정부는 1884년에 그를 레지옹 도뇌르 슈발리에로 임명했으며, 이후 장교 및 사령관 계급으로 승진했다.

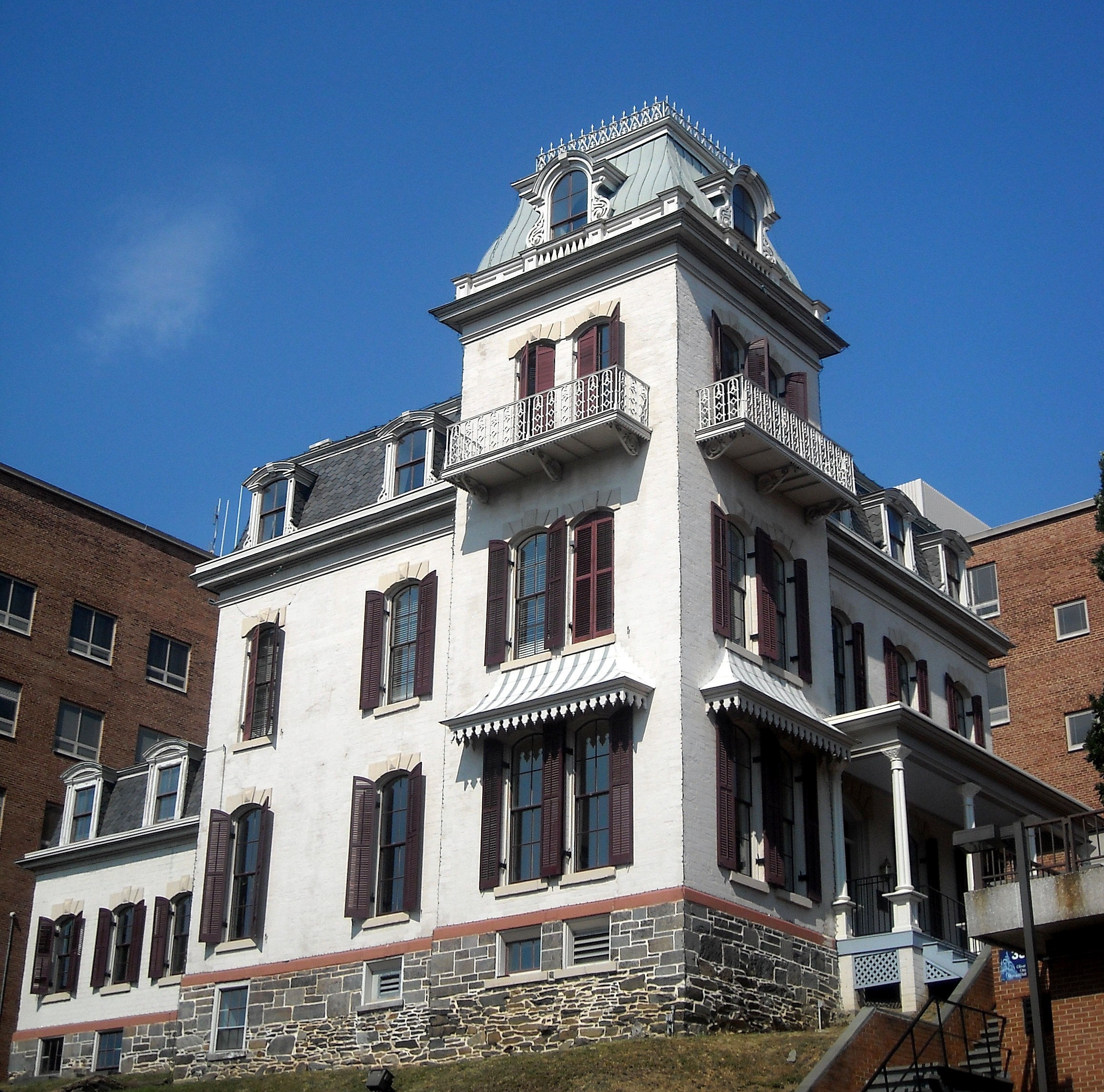
워싱턴 D.C.의 하워드 대학교 캠퍼스에 위치한 올리버 오티스 하워드 장군 저택은 1974년 미국 국립역사기념물로 지정되었다.

하워드 장군은 1867년 의회에 의해 설립된 하워드 대학교를 설립하는 데 중요한 역할을 한 것으로도 기억된다. 이 학교는 비종파적이며 인종에 관계없이 남녀 모두에게 개방되어 있다. 1866년 11월 20일, 하워드는 당시 사회 문제에 관심을 가진 여러 단체의 회원 10명 중 한 명으로 워싱턴 D.C.에서 흑인 목회자를 양성하기 위한 신학 대학원 계획을 논의하기 위해 만났다. 그러나 목회 외의 다른 분야를 위한 교육 기관을 설립할 만큼 관심이 충분했다. 그 결과 하워드 보통신학원(Howard Normal and Theological Institute for the Education of Preachers and Teachers)이 설립되었다. 1867년 1월 8일, 이사회는 기관의 이름을 하워드 대학교로 변경하기로 결정했다. 하워드는 1869년부터 1874년까지 총장을 역임했다. 그는 "흑인 교육에 대한 반대는 학교를 가르칠 수 있는 어떤 방이나 건물도 허용하지 않는 조합으로 모든 곳에서 느껴졌다. 1865년, 1866년, 1867년에 하층 계급의 폭도들은 때때로 남부 전역에서 학교 건물과 학교로 사용되는 교회를 불태우고, 교사들을 채찍질하거나 쫓아냈으며, 여러 경우 그들을 살해했다"라고 말했다. 그는 또한 "산지 백인"의 교육을 위해 1895년 해러게이트 (테네시주)에 링컨 기념 대학교를 설립했다.

하워드 장군은 신시내티 협회, 미국 충성군사령부, 그리고 공화국의 위대한 군대의 회원이었다.

올리버 하워드는 1909년 10월 26일 벌링턴 (버몬트주)에서 사망했으며, 벌링턴의 레이크뷰 묘지에 안장되었다. 그가 사망했을 때, 하워드는 미 정규 육군에서 영구 장군 계급을 가졌던 마지막 생존 연방군 장군이었다.

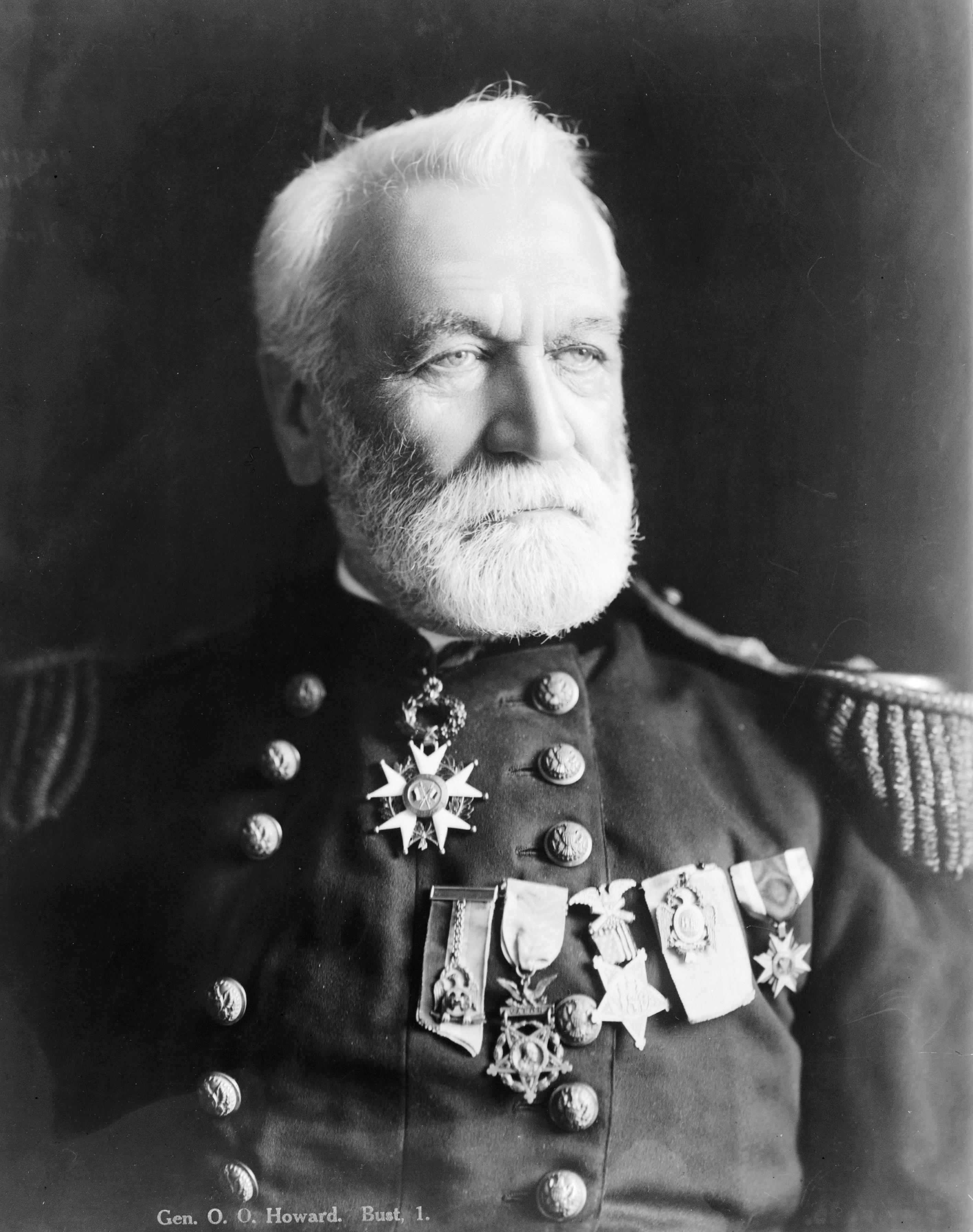
1908년 무렵의 하워드

예술가 제임스 E. 켈리가 디자인한 하워드의 흉상이 하워드 대학교에 전시되어 있다. 게티즈버그 전장의 동쪽 묘지 언덕에는 기마상이 있다. 보딘 칼리지의 기숙사 중 하나는 하워드의 이름을 따서 명명되었다.
공화국의 위대한 군대의 올리버 O. 하워드 구호단은 빈곤한 전 연방군 병사들을 돕고 가치 있는 공공 대의를 지원하기 위한 자금을 제공했다. 이 단체는 1920년 유타주 깃발의 디자인과 자금을 기부했다. 오번 (메인주)에 그의 이름을 딴 육군 예비군 센터가 있으며, 오늘날에도 여러 미국 육군 예비군 부대가 사용하고 있다.
델라웨어주 윌밍턴에 있는 하워드 기술 고등학교는 그를 기리기 위해 이름 붙여졌으며, 네브래스카주 하워드군과 테네시주 채터누가에 있는 하워드 학술기술학교도 마찬가지이다. 하워드 (캔자스주)는 그를 기리기 위해 이름 붙여졌다.
밴쿠버 요새 국립 유적지 내 장교들의 열에 위치한 O. O. 하워드 하우스는 하워드 장군의 명령으로 1878년에 6,938.20달러(~18.4만년의 $2019에 해당)의 비용으로 건설되었다. 1879년에 완공된 이 건물은 1986년에 화재를 겪었고 1998년에 밴쿠버 시가 재건축할 때까지 비어 있었다. 이 건물은 밴쿠버 요새 국립 신탁의 본부로 사용된다.
포틀랜드 (오리건주)에서는 1862년 6월 1일 페어 오크스 전투에서 병사들을 이끌고 보여준 하워드의 용맹한 행동 150주년을 기념하여 오리건 남북 전쟁 150주년 위원회가 포틀랜드 시내 SW 10번가와 모리슨 코너에 있는 하워드 장군의 옛 거주지에 기념 화환을 놓았다. 2012년 6월은 하워드에게 헌정되었으며, 오리건 남북 전쟁 150주년 위원회의 강연과 프로그램에서 포틀랜드와 워싱턴주 밴쿠버 요새에서의 하워드 장군의 활동, 그리고 해방노예국, 하워드 대학교, 링컨 기념 대학교에서의 전후 업적 및 인디언 전쟁을 조명했다. 1894년 11월 8일, 64세의 나이로 육군에서 퇴역한 다음 날 뉴욕 타임스와의 인터뷰에서 그는 회고록을 쓰기 시작할 계획으로 포틀랜드 (오리건주)에 있는 딸의 집으로 서쪽으로 여행 중이라고 보도되었다.

하워드는 전쟁 후에 다음과 같은 여러 책을 썼다.
- 도널드의 학창 시절 (1878)
- 네즈 퍼스 조셉 (1881)
- 테일러 장군 (1892)
- 카스티야의 이사벨라 (1894)
- 인류를 위한 싸움, 또는 야영지와 선장실 (1898)
- 전쟁의 헨리: 또는 모범 자원봉사자 (1899)
- 자서전 (1907)
- 적대적인 인디언들과의 나의 삶과 경험 (1907)

그는 1887년 7월 센추리 매거진에 남북 전쟁의 애틀랜타 전역에 대한 글을 썼다.
그는 다음을 번역했다.
- 테오도르 보렐, 아게노르 드 가스파랭 백작, 아게노르 드 가스파랭 백작의 삶 (뉴욕, G. P. 퍼트넘스 선즈, 1881)

1950년 영화 부러진 화살에서 하워드는 배질 라이즈데일이, 톰 제포즈 역은 제임스 스튜어트가 연기했다. 1956년 영화 마지막 마차에서는 칼 벤튼 리드가 그를 연기했다. 이 두 영화는 델머 데이브즈가 쓰고 감독했다.
제임스 위트모어는 1975년 텔레비전 영화 나는 더 이상 싸우지 않으리라에서 하워드 장군을 연기했는데, 이 영화는 미 육군과 네즈 퍼스족과의 전쟁, 그리고 1877년 조셉 추장의 항복에 대한 내용이다. 더 웨스트의 6화에서 그는 일라이 월릭의 목소리로 연기되었으며, 윌리엄 T. 볼만의 소설 <다잉 그래스>(2015)의 주인공이다.
하워드 장군은 7부작 2024년 시리즈 맨헌트의 마지막 에피소드에서 연기되었다.

| 계급장      | 계급          | 날짜                                         | 구성   |
| ----------- | ------------- | -------------------------------------------- | ------ |
| No insignia | 육사 사관생도 | 1850년 9월 1일                               | 정규군 |
|             | 소위          | 1854년 7월 1일 (명예) 1855년 2월 15일 (정식) | 정규군 |
|             | 중위          | 1857년 7월 1일                               | 정규군 |
|             | 대령          | 1861년 6월 4일                               | 자원군 |
|             | 준장          | 1861년 9월 3일 (9월 5일 수락)                | 자원군 |
|             | 소장          | 1862년 11월 29일                             | 자원군 |
|             | 준장          | 1864년 12월 21일                             | 정규군 |
|             | 소장          | 1886년 3월 19일 (4월 2일 수락)               | 정규군 |

- 명예훈장
- 미국 의회의 감사표결
- 남북 전쟁 캠페인 메달
- 인디언 캠페인 메달
- 지휘관, 레지옹 도뇌르 (프랑스)

- 미국 남북 전쟁 명예훈장 수훈자 목록: G-L
- 미국 남북 전쟁 장군 목록 (연방)
- 셔먼의 행진 (2007, 다큐멘터리)
- 찰스 헨리 하워드 (동생)

1. 
2. 
3. 
4. 
5. 
6. 
7. 
8. 
9. 
10. 
11. 
12. 
13. 
14. 
15. 
16. 
17. 
18. 
19. 
20. 
21. 
22. 
23. 
24. 
25. 
26. 
27. 
28. 
29. 
30. 
31. 

- 엘리자베스 하워드, 연방군 장군 올리버 오티스 하워드의 아내
-  위키미디어 공용에 올리버 오티스 하워드 관련 미디어 분류가 있습니다.

- Carpenter, John A. "General O. O. Howard at Gettysburg." Civil War History. September 1963.
- Carpenter, John A. "Sword and Olive Branch: Oliver Otis Howard." Bronx, NY, Fordham Univ. Press, 1999. ISBN 978-0823219889.
- Cimbala, Paul A. "Oliver Otis Howard." In Encyclopedia of the American Civil War: A Political, Social, and Military History, edited by David S. Heidler and Jeanne T. Heidler. New York: W. W. Norton & Company, 2000. ISBN 0-393-04758-X.
- Cox, John, and LaWanda Cox. "General O. O. Howard and the 'Misrepresented Bureau'." Journal of Southern History 19, no. 3 (November 1953): 427–56.
- Eicher, John H., and 데이비드 J. 아이허. Civil War High Commands. Stanford, CA: Stanford University Press, 2001. ISBN 0-8047-3641-3.
- McFeely, William S. Yankee Stepfather: General O.O. Howard and the Freedmen. New Haven: Yale University Press, 1968. ISBN 978-0-300-00315-4.
- Sweeney, Edward R. Making Peace with Cochise: the 1872 Journal of Captain Joseph Alton Sladen. Norman: University of Oklahoma Press, 2008. ISBN 0-8061-2973-5.
- Tagg, Larry. The Generals of Gettysburg, Campbell, CA: Savas Publishing, 1998. ISBN 1-882810-30-9.
- Thomson, David. "Oliver Otis Howard: Reassessing the Legacy of the 'Christian General'." American Nineteenth Century History, 10 (September 2009), 273–98.
- Utley, Robert M. "Oliver Otis Howard." New Mexico Historical Review 62, no. 1 (Winter 1987): 55–63.
- Weil, Gordon L. "The Good Man: The Civil War's "Christian General" and His Fight for Racial Equality". Harpswell, ME: Arthur McAllister Publishers, 2013. ISBN 978-1-935496-06-9.

위키미디어 공용에 올리버 오티스 하워드 주제와 관련된 미디어 분류가 있습니다.

- 올리버 오티스 하워드의 작품 - 프로젝트 구텐베르크
- 작품 정보 올리버 오티스 하워드 - 인터넷 아카이브
- Howard, Oliver O. "산속의 링컨 기념비". 내셔널 매거진, 1905년 6월 (사진 포함)
- “올리버 오티스 하워드”. 《유명 인사: 명예훈장 수훈자》. 파인드 어 그레이브. 2007년 11월 6일에 확인함.
- “올리버 오티스 하워드”. 《남북 전쟁, 재건, 인디언 전쟁의 장군》. 오리건 문화 유산 위원회 전기. 2007년 11월 6일에 확인함.
- “게티즈버그의 하워드 기념비”. 《하워드 소장 올리버 O. 게티즈버그 국립 군사 공원 기념비, 게티즈버그, 펜실베이니아》. DC 기념물. 2007년 11월 2일. 2007년 10월 8일에 원본 문서에서 보존된 문서. 2007년 11월 6일에 확인함.
- 올리버 오티스 하워드와 링컨 기념 대학교 (PDF)
- “올리버 오티스 하워드 문서, 1833–1912”. library.bowdoin.edu. 2014년 5월 5일에 확인함.
- 조지아 육군 역사 학회
-  위키문헌에 관련 자료가 있습니다:
  - 〈Howard, Oliver Otis〉. 《The New Student's Reference Work》. 1914.
  - 〈Howard, Oliver Otis〉. 《신 국제 사전》. 1905.
  - 〈Howard, Oliver Otis〉. 《Appletons' Cyclopædia of American Biography》. 1892.
  - 〈Howard, Oliver Otis〉. 《The American Cyclopædia》. 1879.
  - 〈Howard, Oliver Otis〉. 《브리태니커 백과사전》 11판. 1911.

틀:Gettysburg figures
| 군 경력            | 군 경력                                                        | 군 경력                 |
| ------------------ | -------------------------------------------------------------- | ----------------------- |
| 이전 존 세지윅     | 제2군단 사령관 1863년 1월 26일 – 1863년 2월 5일                | 이후 다리우스 N. 쿠치   |
| 이전 고든 그레인저 | 제4군단 사령관 1864년 4월 10일 – 1864년 7월 27일               | 이후 데이비드 S. 스탠리 |
| 이전 카를 슈르츠   | 제11군단 사령관 1863년 4월 2일 – 1863년 7월 1일                | 이후 카를 슈르츠        |
| 이전 카를 슈르츠   | 제11군단 사령관 1863년 7월 1일 – 1863년 9월 25일               | 이후 컴버랜드군         |
| 이전 포토맥 군     | 제11군단 (컴버랜드군) 사령관 1863년 9월 25일 – 1864년 1월 21일 | 이후 카를 슈르츠        |
| 이전 카를 슈르츠   | 제11군단 (컴버랜드군) 사령관 1864년 2월 25일 – 1864년 4월 10일 | 이후 없음               |
| 이전 존 스코필드   | 미국 육군사관학교 교장 1881년–1882년                           | 이후 웨슬리 메리트      |